# 사의 찬미 (드라마)
《사의 찬미》는 2018년 11월 27일부터 2018년 12월 4일까지 SBS에서 방영된 SBS 특집드라마이다.

## 줄거리
조선 최초의 소프라노 윤심덕과 그의 애인이자 천재 극작가인 김우진의 비극적인 사랑과 함께 알려지지 않은 김우진의 작품세계를 재조명한 드라마.

## 등장 인물

### 주요 인물
- 이종석 : 김우진 역
- 신혜선 : 윤심덕 역

### 우진의 가족
- 김명수 : 김성규(59/64세) 역 - 우진의 아버지
- 박선임 : 정점효(22/27세) 역 - 우진의 아내

### 심덕의 가족
- 김원해 : 윤석호(52/57세) 역 - 심덕의 아버지
- 황영희 : 김씨 역 - 심덕의 어머니
- 고보결 : 윤성덕 역 - 심덕의 여동생
- 신재하 : 윤기성 역 - 심덕의 남동생

### 동우회 순회연극단 사람들
- 이지훈 : 홍난파(24세) 역
- 정문성 : 조명희(28/33세) 역
- 오의식 : 홍해성(29/34세) 역
- 이준이 : 토모다 쿄스케(友田恭助)(23/28세) 역 - 일본 신극 배우, 우진의 와세다대 동문
- 한은서 : 한기주(24세) 역 - 소프라노, 피아노 연주자

### 심덕 관련 인물
- 이상엽 : 김홍기(34세) 역 - 심덕의 약혼자
- 장현성 : 이용문(40대) 역 - 경성의 부호
- 이철민 : 학무국장 이진호 (50대) 역 - 조선총독부의 관리
- 김강현 : 이서구(28세) 역 - 닛토 레코드사 문예부장
- 장혁진 : 다우치(田內)(40대) 역 - 닛토 레코드사 사장
- 배해선 : 성악과 교수 역

### 그 외 인물
- 서동원
- 김인우
- 다케다
- 유상화
- 이휘종
- 장해송
- 장준현
- 최배영
- 김명진
- 송하림
- 김철윤
- 오상윤
- 박성택
- 홍진기
- 김도건
- 정영금
- 최대식

## 촬영지
- 능내역
- 호남신학대학교
- 계명대학교 대명캠퍼스
- 경북산림환경연구원
- 남서울미술관
- 합천영상테마파크
- 유니버설아트센터
- 윤보의 집
- 목포근대역사관 1관
- 우일관
- 반곡지
- 목포해양대학교

## 시청률
최저 시청률과 최고 시청률은 시청률 조사회사와 지역별로 시청률에 차이가 있을 수 있습니다.
| 2018년 | 2018년    | 2018년         | 2018년       | 2018년         | 2018년       |
| 회차   | 방송일    | TNmS 시청률    | TNmS 시청률  | AGB 시청률     | AGB 시청률   |
| 회차   | 방송일    | 대한민국(전국) | 서울(수도권) | 대한민국(전국) | 서울(수도권) |
| ------ | --------- | -------------- | ------------ | -------------- | ------------ |
| 제1회  | 11월 27일 | 5.9%           | %            | 7.4%           | 8.3%         |
| 제2회  | 11월 27일 | 6.5%           | %            | 7.8%           | 8.9%         |
| 제3회  | 12월 3일  | 4.2%           | %            | 4.7%           | %            |
| 제4회  | 12월 3일  | 5.1%           | %            | 5.6%           | %            |
| 제5회  | 12월 4일  | %              | %            | 4.7%           | %            |
| 제6회  | 12월 4일  | %              | %            | 6.2%           | 7.0%         |

## 동시간대 드라마
- KBS 월화 미니시리즈

《최고의 이혼》 (2018년 10월 8일 ~ 2018년 11월 27일)
《땐뽀걸즈》 (2018년 12월 3일 ~ 2018년 12월 25일)
- MBC 월화 미니시리즈

《배드파파》 (2018년 10월 1일 ~ 2018년 11월 27일)
《나쁜 형사》 (2018년 12월 3일 ~ 2019년 1월 29일)